# Дьюла Мадарас
Дьюла Мадарас (угор. Gyula Madarász; 3 травня 1858 — 29 грудня 1931), також відомий як Юліус фон Мадарас — угорський орнітолог, художник, керівник орнітологічного відділу Угорського національного музею.

## Дитинство і навчання
Дьюла Мадарас народився в Пешті та походив із заможної дрібношляхетської родини. Він використовував свою фінансову незалежність, аби повністю присвятити своє життя орнітології. Навчався медицини, а згодом зоології у Будапештському університеті. У 1880 році захистив докторську дисертацію, присвячену анатомії птахів родини синицевих (Paridae).

## Наукова кар'єра
З 1879 року Мадарас був співробітником Угорського національного музею. Він працював там до свого виходу на пенсію в 1915 році і зрештою став директором відділу орнітології. За час свого перебування на посаді він значно збільшив розмір колекції. Протягом своєї кар'єри Мадарас об'їздив усі куточки Угорщини та написав низку авторитетних праць, присвячених птахам Центральної Європи. На озері Фертьо він регулярно спостерігав за міграціями птахів. У 1881 році він створив список птахів Угорщини. У 1884 році він заснував німецькомовний орнітологічний журнал «Zeitschrift für die gesamte Ornithologie», який видавав, редагував та ілюстрував протягом п'яти років. З 1894 по 1903 рік Мадарас опублікував «Magyarország Madarai», вичерпну та добре ілюстровану енциклопедію угорських птахів, яка залишалася важливим джерелом протягом десятиліть.
Мадарас здійснив низку експедицій до Західної Європи, Азії, Африки та Південної Америки з метою поповнення колекції. Він став одним з перших угорських орнітологів, який вийшов за межі дослідження місцевої орнітофауни. Під час експедиції 1895–1896 років на Цейлон він зібрав зразки щонайменше 125 видів. У 1911–1912 роках Мадарас подорожував через Судан до Блакитного Нілу, але коли він захворів на малярію, йому довелося скоротити подорож. У 1904 році він опублікував монографію «Птахи Кіпру» та написав кілька публікацій, у яких каталогізував птахів, зібраних експедицією під керівництвом Самуеля Феніхеля та Лайоша Біро на Новій Гвінеї. Він описав декілька видів, зібраних ним та іншими орнітологами, зокрема зеленоволу піту (Pitta reichenowi), жовтогорлого кундика (Tetraophasis szechenyii) та кіпрську сплюшку (Otus cyprius). Загалом за своє життя Мадарас опублікував понад 150 орнітологічних праць. Він був іноземним членом Британського орнітологічного товариства та членом-кореспондентом Американського орнітологічного товариства.

## Художня діяльність

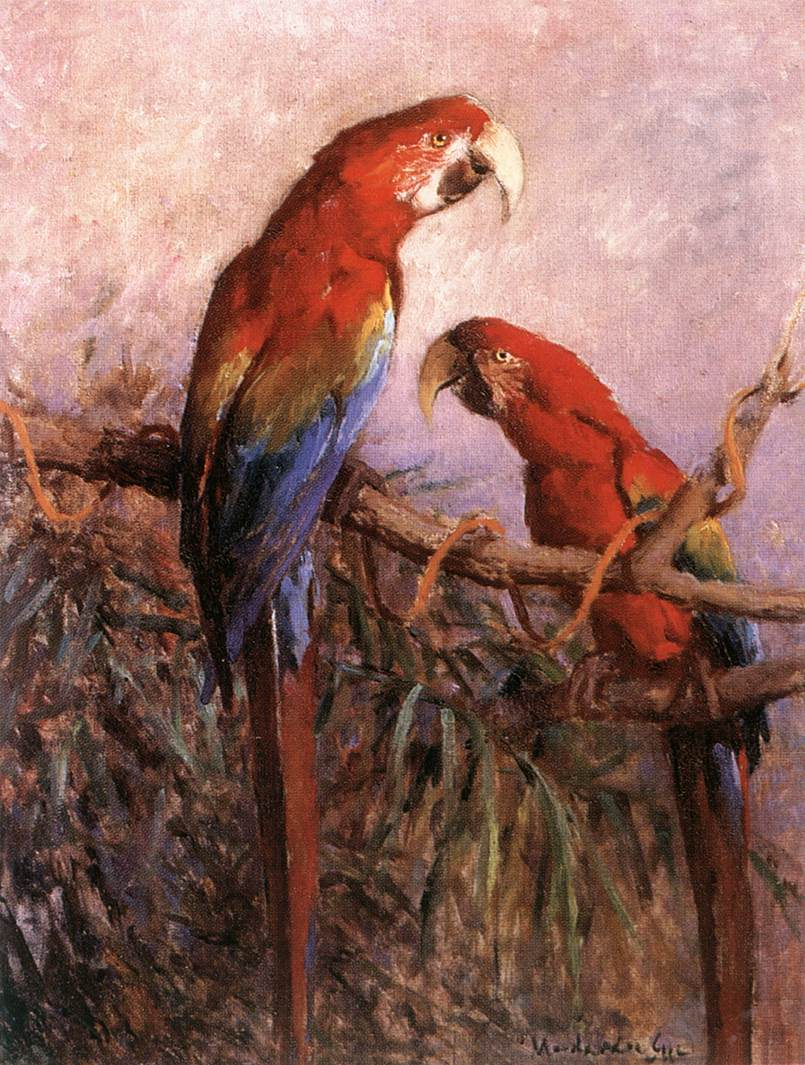
Папуги (малюнок роботи Мадараса)

Мадарас навчався живопису у Анталя Лігеті, який також працював в Угорському національному музеї. Намальовані Мадарасом пейзажі та малюнки тварин виставлялися в Національному салоні та Національній художній галереї в Будапешті. Також він здебільшого самостійно ілюстрував свої орнітологічні статті та книги.

## Вшанування
У 1886 році Адольф Бернхард Меєр назвав на честь Мадараса новий вид птахів — зеленоволого папугу-бронзоголова (Psittacella madaraszi). Також на честь Мадараса було названо кілька підвидів різних видів птахів, зокрема підвид звичайного зеленяка Chloris chloris madaraszi, підвид білощокого жервінчика Eremopterix leucotis madaraszi, підвид австралійського ядлівчака Colluricincla rufogaster madaraszi та підвид вохристого медолюба Xanthotis flaviventer madaraszi.